# Chojrak (Krasnodar)
Chojrak (del ruso: Чехрак) es un jútor del raión de Otrádnaya del krai de Krasnodar, en Rusia. Está situado en la orilla izquierda del río Bolshói Zelenchuk, afluente del Kubán, frente a Frolovski (de la república de Karacháyevo-Cherkesia), 26 km al sudeste de Otrádnaya y 234 km al sureste de Krasnodar, la capital del krai. Tenía 125 habitantes en 2010.
Pertenece al municipio Udobnienskoye.